# Zona boreală
[[image:Taiga.png|thumb|340px|{{Farblegende|#007C00|Arealul de răspândire al pădurilor de conifere din zona boreală]]

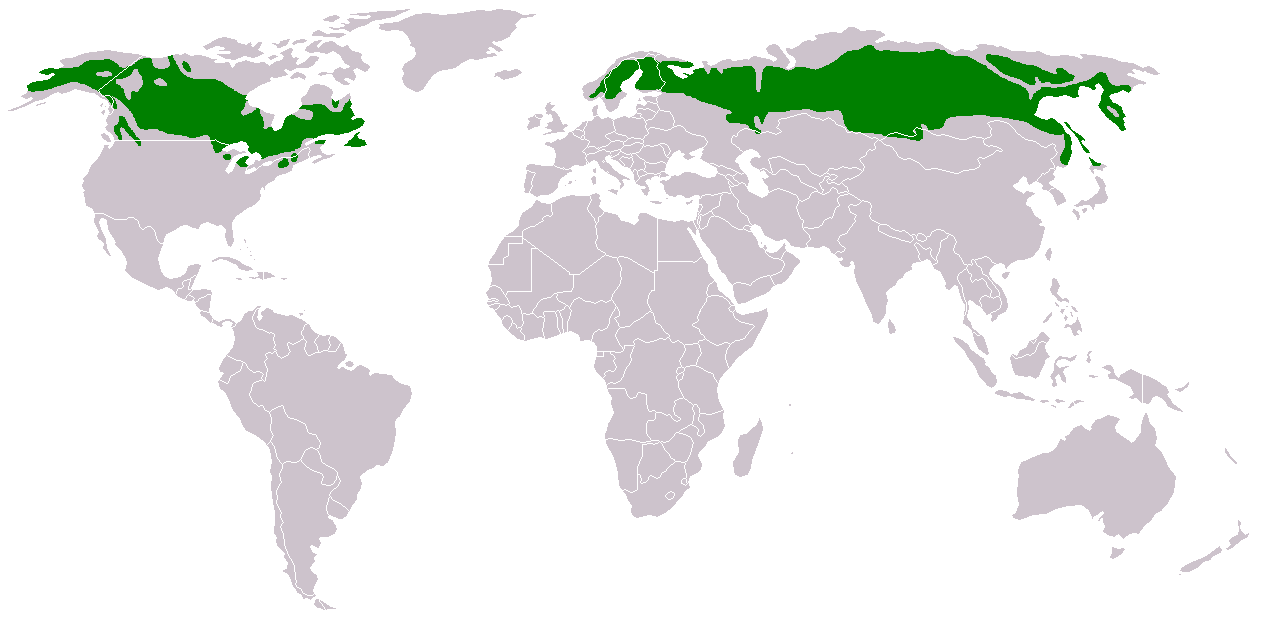
Farblegende|#007C00|Arealul de răspândire al pădurilor de conifere din zona boreală

Zonă boreală (greacă βορέας - Vânt din nord) sau „Boreas” este zeul vântului. Această zonă se întinde în emisfera nordică între paralela de 50 și 70 de grade. Zona este caracterizată printr-o climă rece cu vegetație cu o temperatură medie între 0 -10 °C, unde domină coniferele, taiga ca și smârcurile din nord, vegetația de tundră. La granița cu zona temperată mai apar pădurile mixte, de foioase și conifere, regiuni de stepă cu o climă continentală. Regiunea zonei boreale se întinde pe ca. 12 miliarde de hectare cea ce reprezintă 13 % din suprafața globului terestru.

## Vezi și
- Zona subarctică